# أزرق جامعة ييل
أزرق جامعة ييل (بالإنجليزية: Yale Blue)‏ هو اللون الأزرق السماوي الداكن الذي استخدم في جامعة ييل.

## التاريخ
منذ خمسينات القرن الثامن عشر، اعتمد طاقم تجديف في ييل اللوم الأزرق،  وفي عام 1894، اعتمد الأزرق رسميا كلون جامعة ييل، بعد نصف قرن من ارتباط الجامعة باللون الأخضر. 